# Anthony Tuitavake
Anthony Tuitavake (* 12. Dezember 1982 in Auckland) ist ein neuseeländischer Rugby-Union-Spieler. Er spielt auf der Position des  Innendreiviertels oder als Außendreiviertel.
Tuitavake, der tonganische Vorfahren hat, ist ein schnell angreifender Innendreiviertel, der jedoch nicht nur Durchbrüche macht, sondern auch die Spielübersicht hat um Räume zu schaffen und Versuche für seine Nebenleute vorzubereiten.
Er hatte 2005 mit den Highlanders und North Harbour eine gute Saison. Im darauffolgenden Jahr wechselte er zu den Blues, die ebenfalls wie die Highlanders in der Super 14 spielen. Aufgrund seiner Leistungen wurde er 2008 erstmals für den Kader der „All Blacks“ nominiert.
Tuitavake wird nach der Super-14-Saison 2010 nach Japan zu den NEC Green Rockets wechseln.
2001 spielte er für die neuseeländische U-19-Nationalmannschaft, welche die  Rugby-Junioren-Weltmeisterschaft 2001 gewann und 2002 lief er für die U-21-Nationalmannschaft auf.
Tuitavake ist auch ein ehemaliger Spieler der neuseeländischen 7er-Rugby-Nationalmannschaft, die bei den Commonwealth Games in Manchester im Jahr 2002 eine Goldmedaille gewann und danach die Weltmeisterschaft im folgenden Jahr. Clubrugby spielt er beim Massey Rugby Club.